# Motociklistična Velika nagrada Turčije
Motociklistična Velika nagrada Turčije je nekdanja motociklistična dirka svetovnega prvenstva, ki je potekala od sezone 2005 do sezone 2007.

## Zmagovalci
| Sezona | Dirkališče    | 125 cm3        | 250 cm3          | MotoGP         | Poročilo |
| ------ | ------------- | -------------- | ---------------- | -------------- | -------- |
| 2007   | Istanbul Park | Simone Corsi   | Andrea Dovizioso | Casey Stoner   | Poročilo |
| 2006   | Istanbul Park | Hector Faubel  | Hiroshi Aoyama   | Marco Melandri | Poročilo |
| 2005   | Istanbul Park | Mike di Meglio | Casey Stoner     | Marco Melandri | Poročilo |